# 山中清一郎
山中 清一郎（やまなか せいいちろう、1916年10月13日 - 2002年12月11日）は、日本の経営者。三井信託銀行社長を務めた。東京都出身。

## 経歴
1939年に慶應義塾大学経済学部を卒業し、同年に三井信託銀行に入行。1964年5月に取締役に就任し、1968年11月に常務、1971年5月に専務、1976年11月に副社長を経て、1979年6月には社長に就任。1982年6月に会長に就任し、1986年6月に取締役相談役を経て、1987年6月には相談役に就任。
1982年11月に藍綬褒章を受章し、1988年4月に勲三等旭日中綬章を受章。
2002年12月11日に肝不全のために死去。86歳没。